# Trentepohlia argopoda
Trentepohlia argopoda är en tvåvingeart som beskrevs av Alexander 1960. Trentepohlia argopoda ingår i släktet Trentepohlia och familjen småharkrankar. Inga underarter finns listade i Catalogue of Life.